# Jezioro Zielone (powiat słubicki)
Jezioro Zielone (niem. Dorf See) – niewielkie, płytkie jezioro na Równinie Torzymskiej, w powiecie słubickim, w gminie Słubice. W wielu oficjalnych źródłach opisywane jako jezioro Kunie.

## Charakterystyka
Jezioro położone wśród użytków rolnych, od zachodu przylega bezpośrednio do południowych krańców miejscowości Kunowice. Jezioro silnie zeutrofizowane, obecnie przedzielone groblą na dwa zbiorniki, północny i południowy. Na przedwojennej niemieckiej mapie z 1937 r. jezioro stanowiło jeden zwarty akwen.